# Niskayuna
Niskayuna és una concentració de població designada pel cens dels Estats Units a l'estat de Nova York. Segons el cens del 2000 tenia 4.892 habitants.

## Demografia
Segons el cens del 2000, Niskayuna tenia 4.892 habitants, 1.940 habitatges, i 1.435 famílies. La densitat de població era de 1.851,8 habitants per km².
Dels 1.940 habitatges en un 36,5% hi vivien nens de menys de 18 anys, en un 60,1% hi vivien parelles casades, en un 10,7% dones solteres, i en un 26% no eren unitats familiars. En el 22,3% dels habitatges hi vivien persones soles l'11,2% de les quals corresponia a persones de 65 anys o més que vivien soles. El nombre mitjà de persones vivint en cada habitatge era de 2,51 i el nombre mitjà de persones que vivien en cada família era de 2,96.
Per edats la població es repartia de la següent manera: un 27,2% tenia menys de 18 anys, un 4,1% entre 18 i 24, un 27,8% entre 25 i 44, un 24,6% de 45 a 60 i un 16,3% 65 anys o més.
L'edat mediana era de 40 anys. Per cada 100 dones de 18 o més anys hi havia 85,4 homes.
La renda mediana per habitatge era de 65.077 $ i la renda mediana per família de 72.526 $. Els homes tenien una renda mediana de 51.801 $ mentre que les dones 39.167 $. La renda per capita de la població era de 29.786 $. Entorn del 0,9% de les famílies i l'1,3% de la població estaven per davall del llindar de pobresa.